# Will Magarity
William John Magarity, detto Will (Rasunda, 17 giugno 1993), è un ex cestista svedese con cittadinanza statunitense.

## Biografia
È il figlio dell'ex cestista e allenatore Bill Magarity.